# Gary Hirsch
Gary Hirsch (ur. 3 kwietnia 1987 roku w Genewie) – szwajcarski kierowca wyścigowy.

## Kariera
Hirsch rozpoczął karierę w wyścigach samochodowych w 2004 roku od startów w Volant Mygale, gdzie jednak nie zdobywał punktów. W późniejszych latach Szwajcar pojawiał się także w stawce Formuły Ford 1600 BRDC, Europejskiego Pucharu Formuły Renault 2.0, Francuskiej Formuły Renault, Formuły Asia 2.0, FIA GT3 European Championship, European Le Mans Series, 24-godzinnego wyścigu Le Mans oraz FIA World Endurance Championship.